# Регионална лига у рагбију
Регионална лига у рагбију (енгл. Regional Rugby Championship) је рагби јунион лига у којој учествују тимови из Грчке, Мађарске, Словеније, Хрватске, Босне и Херцеговине, Србије, Црне Горе и Аустрије.

## Историја
2007. је формирана ова лига са циљем да тимови из наведених земаља играју што више квалитетних утакмица. Највише успеха је имала Нада из Сплита.
Списак шампиона 
2007-2008 Рагби клуб Нада Сплит
2008-2009 Рагби клуб Нада Сплит
2009-2010 Рагби клуб Нада Сплит
2010-2011 Рагби клуб Нада Сплит
2011-2012 Рагби клуб Нада Сплит
2012-2013 Рагби клуб Нада Сплит
2013-2014 Рагби клуб Нада Сплит
2014-2015 Рагби клуб Челик Зеница
2015-2016 Рагби клуб Љубљана
2016-2017 Рагби клуб Нада Сплит
2017-2018 Рагби клуб Нада Сплит
2018-2019 Загребачки рагби савез